# Беттервірд
Беттервірд (нід. Betterwird) — селище в нідерландській провінції Фрисландія. Входить до муніципалітету Північно-Східна Фрисландія. Наразі у ньому нараховується близько 7 будинків.